# Ophiactis nidarosiensis
Ophiactis nidarosiensis is een slangster uit de familie Ophiactidae.
De wetenschappelijke naam van de soort werd in 1920 gepubliceerd door Theodor Mortensen.